# Bernardino Cesari

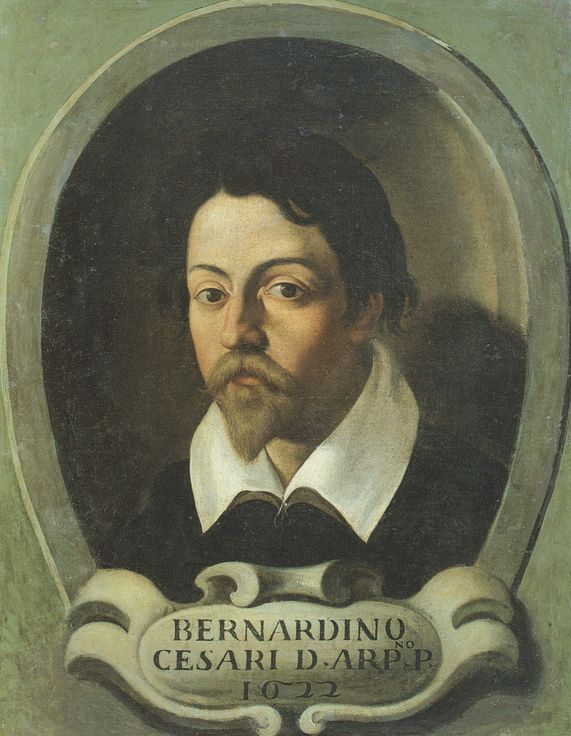
Ritratto di Bernardino Cesari, Roma, Accademia di S.Luca

Bernardino Cesari (Arpino, 1571 – Roma, 30 giugno 1622) è stato un pittore italiano del tardo manierismo, fratello del più celebre Giuseppe, il Cavalier d'Arpino.

## Biografia

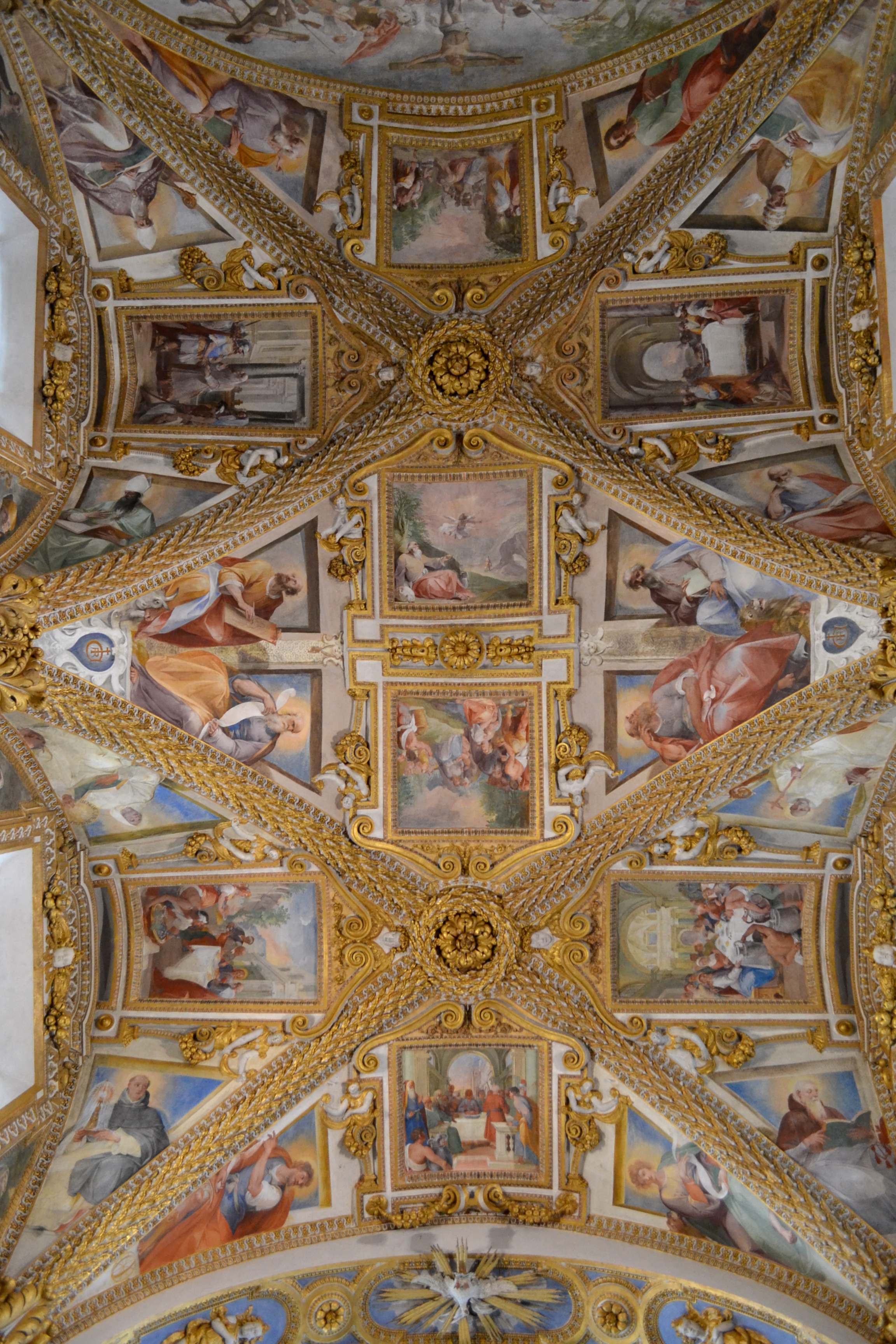
La volta del coro della Certosa di San Martino a Napoli, con gli affreschi di Giuseppe e Bernardino Cesari

Nacque ad Arpino nel 1571, figlio di Muzio di Polidoro, modesto pittore di ex-voto; si ignora il cognome di sua madre Giovanna, al secondo matrimonio, nata a Roma, secondo il van Mander, da un nobile spagnolo. Minore di tre anni di Giuseppe, si trasferì con la famiglia a Roma intorno al 1577; il primo documento che vede suo fratello lavorare nell'Urbe a fianco del padre, emerso recentemente, data al 1579. Nel 1589, anno della morte di Muzio, si trasferì insieme al fratello e alla madre nella casa-bottega di Giuseppe in Via dei Giubbonari. Il 9 novembre 1592 gli fu inflitta in contumacia una condanna capitale per tentata estorsione ai danni di un pastore di Guarcino, Marcantonio Ubaldini, e complicità con due nobili fuorilegge, Scipione e Antonio Caetani, essendosi posto, con lo pseudonimo di Biasiola, a capo di una banda di malviventi che operava nei feudi di questi ultimi. Al momento della condanna era già fuggito da qualche mese, prima a Cori, poi nella sua città natale e quindi a Napoli, dove finì gli affreschi del fratello nel coro della Certosa di San Martino. Ottenuta una grazia parziale con l'appoggio del fratello già il 3 giugno 1593, fece ritorno a Roma; ebbe poi dal papa Clemente VIII la remissione completa della pena nel 1598, il 12 settembre, grazie all'intercessione del cardinal nipote Pietro Aldobrandini. Nel luglio dello stesso 1598 fu querelato da un orefice, Guglielmo di Lorena, per avergli rubato in casa un oggetto prezioso mentre Giovanni Baglione ritraeva sua moglie. Tra il 1604, anno dell'acquisto dello stabile, e il 1606, anno in cui vi compare residente negli stati delle anime della parrocchia di Santa Maria del Popolo, si trasferì nel nuovo palazzo comprato da Giuseppe in Via del Corso (al posto del quale sorge oggi Palazzo Rondinini). A partire dal 1610, anno in cui fu consigliere per il rione Campitelli, ebbe alcuni incarichi nell'amministrazione capitolina; non smise tuttavia di operare nell'illegalità, come testimonia una lettera di Giuseppe inviata nel 1617 al priore di Montecassino relativa a degli "in trighi" (sic) del fratello.
Lavorò per tutta la vita nella bottega di Giuseppe, eseguendo poche commissioni autonomamente; in questo ambiente incontrò il Caravaggio, di cui secondo il Mancini fu amico, che ne fece un ritratto documentato in collezione Patrizi dal 1624 in poi, ad oggi perduto. Intorno al 1600 ebbe l'incarico più importante della carriera, eseguendo alcuni affreschi nel grande cantiere del transetto lateranense: gli furono affidati interamente il riquadro con il Trionfo di Costantino e una figura di San Pietro. Partecipò a molte altre imprese decorative dirette dal fratello, tra le quali quelle di San Cesareo sull'Appia Antica e di palazzo Costaguti al Ghetto, all'epoca dei Patrizi. Fu accademico di San Luca, forse grazie ai buoni uffici di Giuseppe che, lui vivente, fu principe nel 1600 e 1615-1616; si conserva un suo ritratto, datato all'anno della sua morte, nella quadreria dell'istituzione, che Maurizio Marini ha tentato di identificare, ma senza seguito, con quello dipinto da Caravaggio della collezione Patrizi.
Morì nel 1622 a Roma "in monte tarpeius" (Campidoglio), nella parrocchia di San Nicola in Carcere, e fu sepolto all'Aracoeli. Ebbe una figlia, Agata Margherita, monacata nel 1629 a Santa Lucia in Selci.

## Opere

### Affreschi e quadri

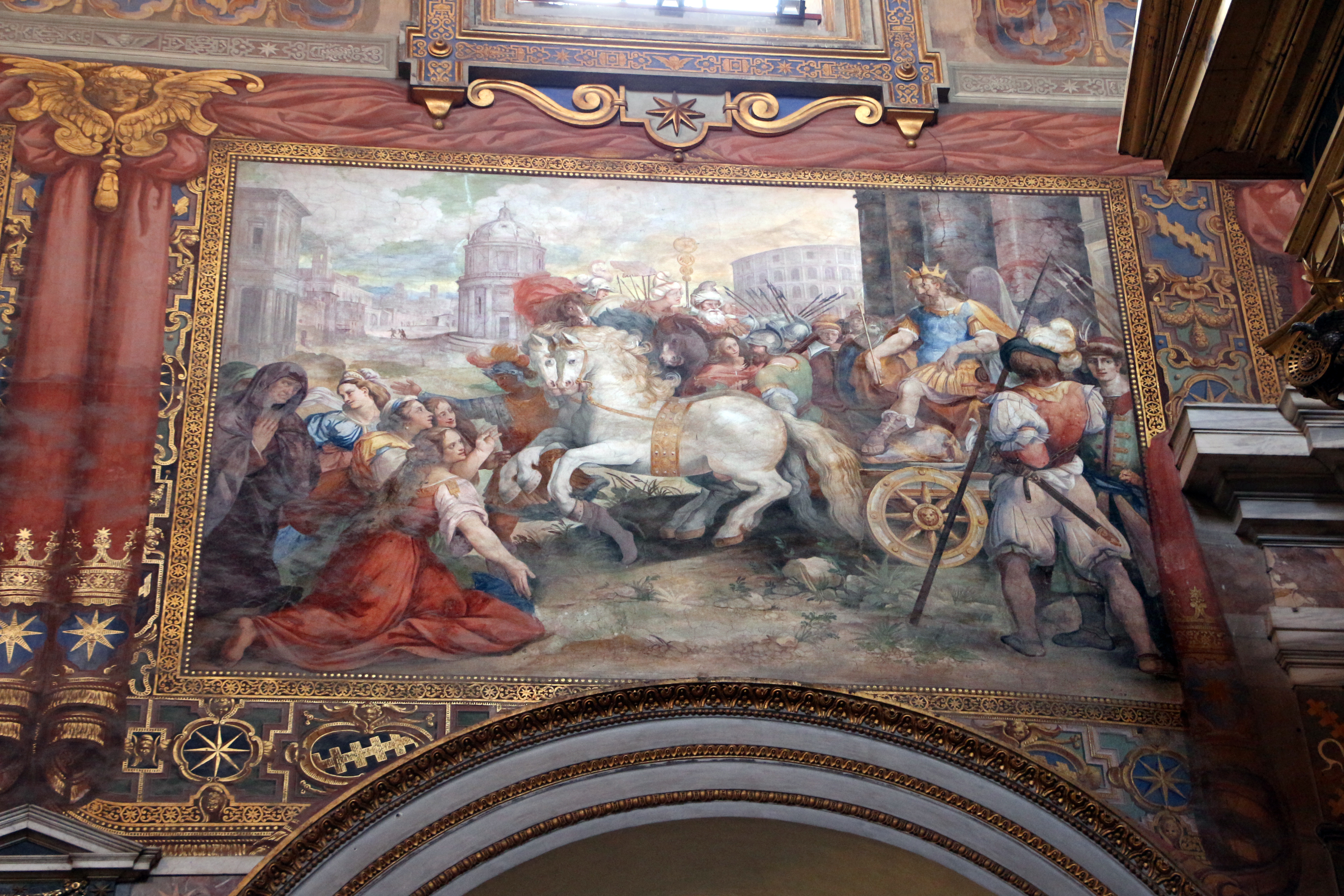
Il Trionfo di Costantino del transetto di San Giovanni in Laterano

Per tutto il suo percorso artistico Bernardino adeguò il suo stile su quello del fratello: per questo motivo, con poche eccezioni, tutte le sue opere furono a lungo attribuite al fratello o, più genericamente, per la loro qualità leggermente inferiore, alla bottega di esso. L'unica opera ricordata dalle fonti (Baglione) e facilmente identificabile, di cui dunque non si dimenticò mai la paternità, è il grande riquadro ad affresco con il Trionfo di Costantino nel transetto lateranense, insieme alla limitrofa figura stante di San Pietro. I due dipinti su tela ricordati dal Baglione, un Noli me tangere in San Carlo ai Catinari e una Madonna con Bambino e santi per i Santi Cosma e Damiano, sono perduti o ad oggi non ancora identificati. Dal Trionfo di Costantino e il San Pietro al Laterano e dall'unica opera a noi nota firmata, una copia della composizione con Diana e Atteone del fratello conservata alla Galleria Borghese, partì dunque Herwarth Röttgen per ricostruire il catalogo dell'artista, cercando prima di tutto di riconoscere la sua mano negli altri cantieri di Giuseppe in cui è ricordato dalle fonti il suo intervento, e cioè quelli della Certosa di San Martino a Napoli (Van Mander, conferme documentarie) e di palazzo Costaguti, già Patrizi, al Ghetto (Baglione). Altri cicli di affreschi in cui è stato identificato il suo lavoro sono quelli di villa Sora a Frascati, di palazzo Verospi e della chiesa di San Cesareo a Roma, di palazzo Conti a Poli e della collegiata di Santa Maria Assunta a Sermoneta. Sono stati invece esclusi dal suo catalogo gli affreschi della cappella di Santa Barbara nei Santi Cosma e Damiano, attribuitigli per errore dal Titi e opera invece dell'omonimo nipote Bernardino, figlio del Cavalier d'Arpino. Tra le opere su supporto mobile a lui attribuite, le più importanti sono l'Annunciazione e il Riposo nella fuga in Egitto di Santa Maria delle Vergini a Macerata (attualmente conservati a palazzo Buonaccorsi), la Pesca miracolosa di Sant'Angelo in Pescheria a Roma, il Martirio di San Sebastiano nella collegiata di San Michele Arcangelo a Boville Ernica, la Cacciata dal Paradiso Terrestre del Wellington Museum ad Apsley House. Su base documentaria, grazie alla menzione negli inventari della collezione Patrizi, gli è assegnata una Venere dormiente con amorini. Una piccola Sacra Famiglia con San Giovannino su tavola è conservata nella Pinacoteca Nazionale di Siena.

### Grafica

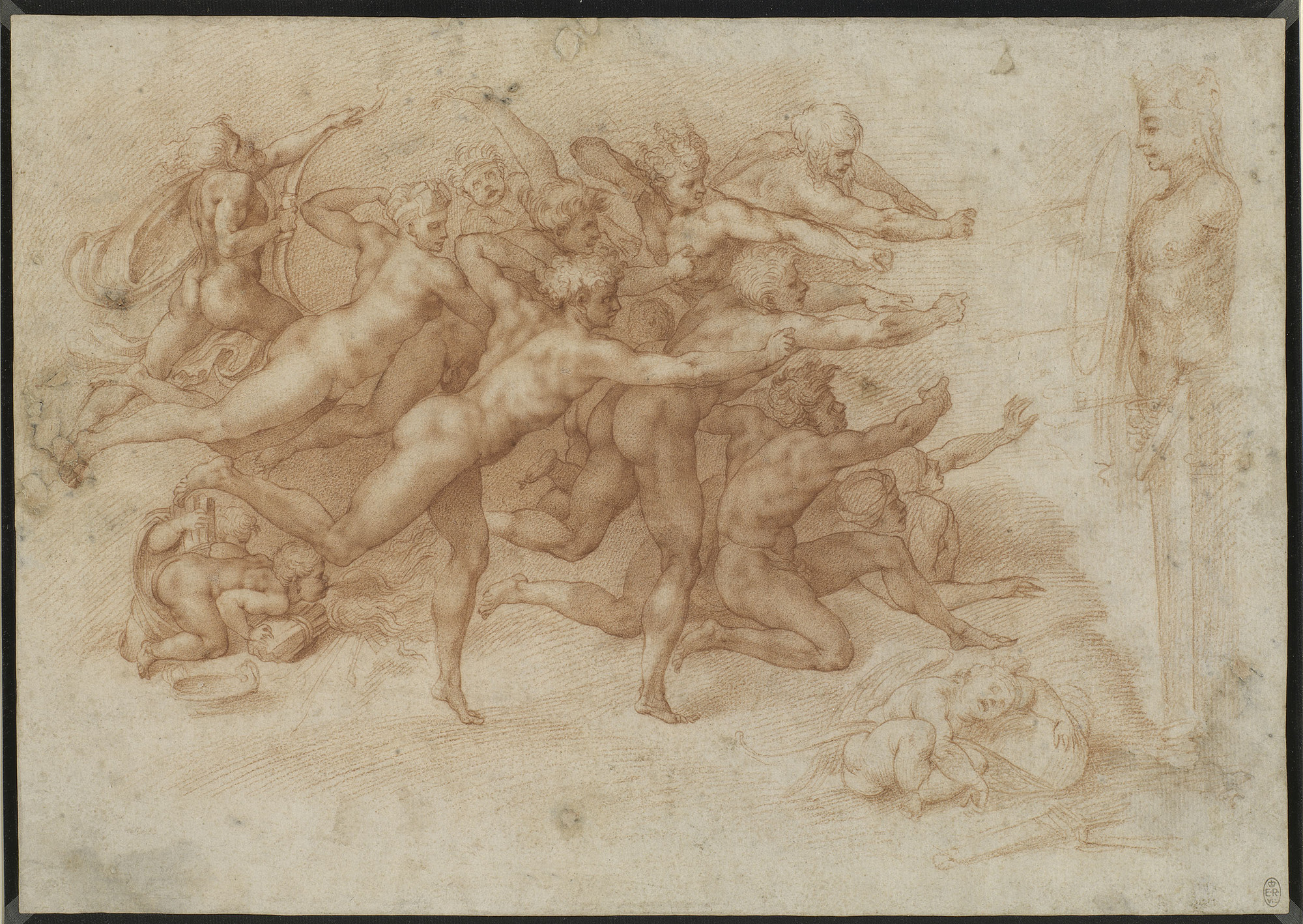
La copia dagli Arcieri di Michelangelo della Royal Collection

Secondo Baglione "in disegnare pulito, e diligente pochi gli furono eguali": il biografo ne lodò l'attività di copista di grafica, ricordando in particolare delle sue copie da disegni di Michelangelo appartenuti a Tommaso de' Cavalieri. Per via di questa menzione la critica ha sempre dedicato molta attenzione alla sua attività di grafica, e vari sono stati i tentativi di ricostruzione del suo catalogo di opere su carta. A Bernardino è attribuita tradizionalmente, sulla base del passo di Baglione e di una scritta antica, una copia dal celeberrimo disegno degli Arcieri di Michelangelo, conservata come l'originale nella Royal Collection britannica.